# Neaspilota
Neaspilota es un género de insecto díptero de la familia Tephritidae del orden Diptera.
Hay veinte especies. Se encuentran en el Neártico.

## Especies
- Neaspilota achilleae Johnson, 1900[1]
- Neaspilota aenigma Freidberg and Mathis, 1986[1]
- Neaspilota alba (Loew, 1861)
- Neaspilota albidipennis (Loew, 1861)
- Neaspilota albiseta Freidberg and Mathis, 1986[1]
- Neaspilota appendiculata Freidberg and Mathis, 1986[1]
- Neaspilota brunneostigmata Doane, 1899[1]
- Neaspilota callistigma Freidberg and Mathis, 1986[1]
- Neaspilota dolosa Benjamin, 1934[1]
- Neaspilota floridana Ibrahim, 1982[1]
- Neaspilota footei Freidberg and Mathis, 1986[1]
- Neaspilota isochela Freidberg and Mathis, 1986[1]
- Neaspilota pubescens Freidberg and Mathis, 1986[1]
- Neaspilota punctistigma Benjamin, 1934[1]
- Neaspilota reticulata Norrbom & Foote, 2000[1]
- Neaspilota signifera Coquillett, 1894
- Neaspilota stecki Freidberg and Mathis, 1986[1]
- Neaspilota vernoniae (Loew, 1861)
- Neaspilota viridescens Quisenberry, 1949[1]
- Neaspilota wilsoni Blanc and Foote, 1961[1]